# Pigasus
Pigasus va ser un porc que varen escollir els Hippies, liderats per Abbie Hoffman i Jerry Rubin, como a sarcàstic candidat a la presidència dels Estats Units pel partit Youth International Party, durant les enormes protestes davant la Convenció Nacional Demòcrata de 1968 a Chicago.
Després d'aquest episodi Pigasus va ser membre del grup Hog Farm ("Granja de porcs"). El candidat també va figurar en la desfilada en el embarcador de les escombreries al carrer Gansevoort Street en el río Hudson River, que avanzó hasta Tompkins Square Park
El nom del porc era una broma sobre Pegàs, el caballo alat a la Mitología griega. afagint el mot pig, que vol dir porc en anglès. La campanya Pigasus va ser mencionada a la trilogía Illuminatus!, al començament del primer llibre.